# Leonské hradby
Leonské hradby jsou zbytkem původního opevnění Vatikánu, které nechal v polovině 9. století postavit papež Lev IV.
Hradby dal papež postavit po vyplenění Říma Saracény v roce 846, aby chránily baziliku a hrob sv. Petra. Do té doby Vatikánský pahorek postrádal jakékoliv opevnění. Nové cihlové zdivo s litým jádrem obepínalo nejbližší okolí baziliky sv. Petra. Vzniklo tím tak zvané Leonské město. Hradby o síle přes 3,5 m čněly původně do výšky 12 m.
Mikuláš V. nechal hradby v 15. století opravit. Při této příležitosti k nim bylo přistavěno několik velkých kulatých věží, z nichž některé jsou dodnes stále viditelné, například věž sv. Jana. Leonské hradby ztratily svůj význam v 16. století, kdy byly na větším prostoru vybudovány modernější hradby s baštami. Ty dodnes vymezují hranice Vatikánu.
Věž sv. Jana začala chátrat po výstavbě nových hradeb, když přestala být používána k obraně Vatikánu. Přestavěna byla za Jana XXIII. na počátku 60. let 20. století jako soukromá papežská pracovna. Nad vchodem je umístěn bronzový znak Jana XXIII. spolu se lvem z benátského znaku a kolem něj bronzové sochy sv. Jana Křtitele a sv. Jana Evangelisty.

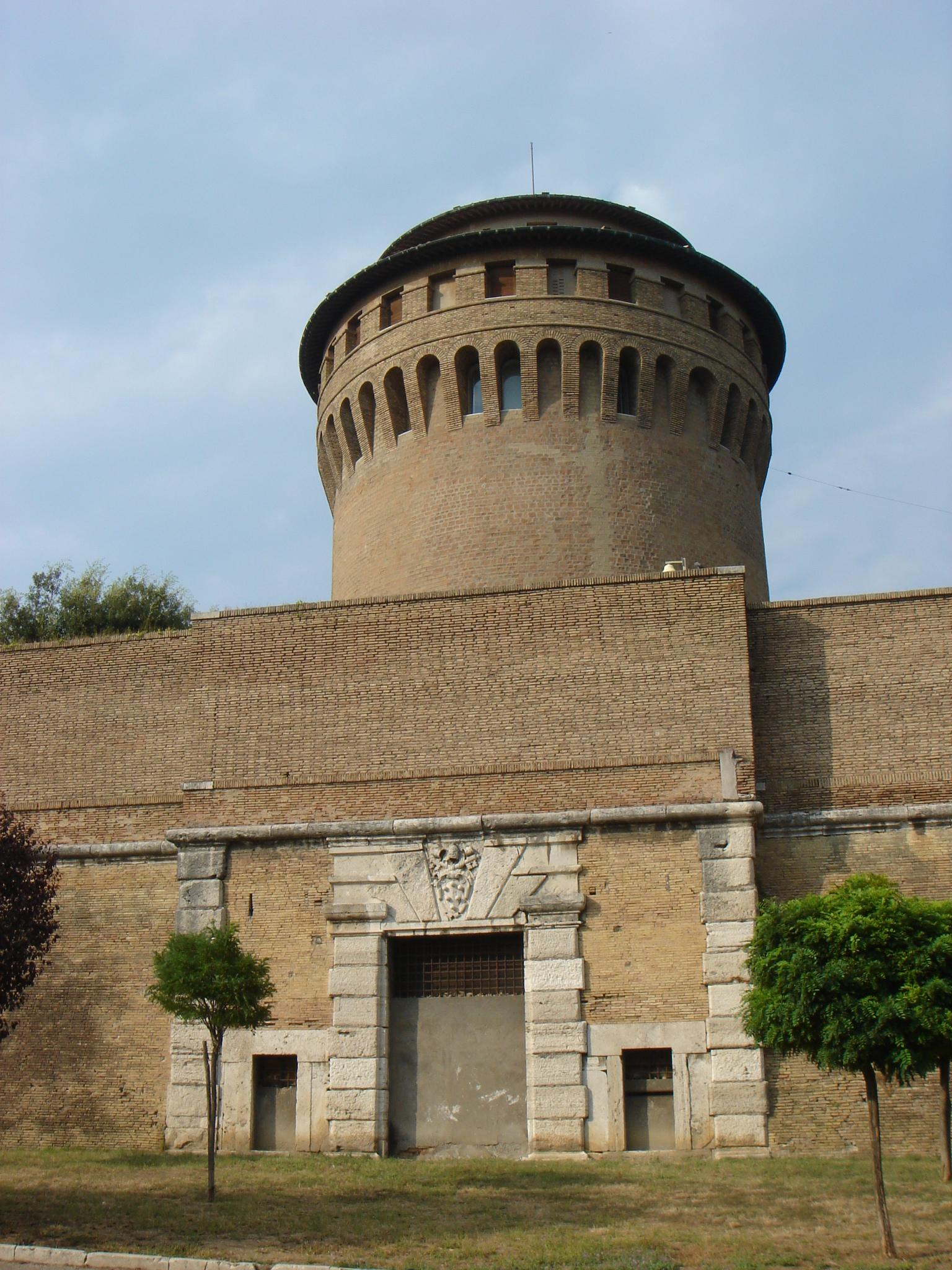
Věž sv. Jana

V okolí se nachází několik drobných zajímavostí. Přímo proti věži je na nové hradební zdi zavěšen obraz Panny Marie Božské lásky a v parčíku pod věží se nachází zmenšená bronzová kopie sochy papeže Urbana II. z jeho rodného města Châtillon-sur-Marne ve Francii. Ze severu k leonským hradbám přiléhá malá kaple sv. Terezy z Lisieux, patronky Vatikánských zahrad, obklopená mnoha druhy palem. Kaple byla vystavěna v roce 1927 pro Pia XI. Při východním konci leonské zdi je umístěn Jubilejní zvon a mozaika Panny Marie Dobré rady. Jubilejní zvon byl odlit ve slévárně Marinelli v Agnone jako připomínka jubilejního roku 2000. Na plášti nese reliéf Božího oka, reliéf papeže, otevírajícího svatou bránu a znak Jana Pavla II.